# Rogelio Rodríguez Martínez
Rogelio "RoRo" Rodríguez Martínez (n. el 11 de marzo de 1976 en Acapulco, Guerrero), es un exfutbolista mexicano, que se desempeñaba como portero.
Actualmente se desempeña como entrenador de porteros de los Bravos de Fútbol Club Juárez de la Primera División de México.

## Trayectoria
Joven portero originario de Acapulco y que tuvo una destacada actuación en el marco de los Tigres de la UANL en el Verano 2001, clasificando a los Tigres a su primera Liguilla de torneos cortos. 
Pasó al Celaya en el Apertura 2002 y se fue con la franquicia a Cuernavaca en el Clausura 2003 con los Colibríes de Morelos, equipo que descendió a la Primera División 'A' al concluir el certamen. Regresó a Tigres de cara al Apertura 2003. 
Jugó la Temporada 2006-2007 con los Pumas de la UNAM y en junio de 2007 reportó con Correcaminos de la UAT de la Primera División 'A'.

## Clubes
| Club                   | País   | Año           |
| ---------------------- | ------ | ------------- |
| Tigres de la UANL      | México | 1999-2002     |
| Celaya                 | México | Apertura 2002 |
| Colibríes de Morelos   | México | Clausura 2003 |
| Tigres de la UANL      | México | 2003-2006     |
| UNAM                   | México | 2006-2007     |
| Correcaminos de la UAT | México | 2007-2009     |
| Veracruz               | México | 2009-2010     |
| La Piedad              | México | Clausura 2011 |